# 處女情緣 (第一季)
《處女情緣》第一季（英語：Jane the Virgin Season 1）由珍妮·斯奈德·厄曼開創，在2014年10月13日至2015年5月11日間於The CW首播，全季共22集。本劇改編自委內瑞拉肥皂劇《處女胡安娜》，講述自幼便受虔誠的外婆灌輸必須在婚前保持貞潔的貞·維拉紐瓦，因遭逢醫療疏失而懷了孕，人生從此如同肥皂劇般高潮迭起的故事。
本劇獲得影評家的讚賞，女主角吉娜·羅德里奎更榮獲第72屆金球獎電視音樂與喜劇類最佳女演員獎殊榮，成為首位以The CW劇集奪下金球獎的演員。

## 製作
本劇在2014年1月29日獲得試播集預訂，於5月8日正式獲得系列預訂。The CW在9月22日宣布追加預訂3集劇本，於10月21日宣布預訂全季22集集數，並在2015年1月11日宣布續訂第2季。

### 選角
2014年2月23日，宣布電影《費里布朗》女星吉娜·羅德里奎將飾演對宗教虔誠的女主角貞·維拉紐瓦，然而她將遭遇到偶然的人工受精。3月7日，宣布墨西哥演歌雙棲的傑米·卡米爾將飾演肥皂劇著名男星魯比奧（後更名為羅赫里歐），而他與貞將有令人驚訝的連結。3月12日，宣布曾演出《風中的女王》的以色列女演員雅兒·格洛布格拉斯將飾演丈夫精子遭誤植進其他女孩子宮內的妻子莫妮卡（後更名為姵特拉）；電影《遜咖日記》布雷特·迪爾將飾演貞擁有自身秘密的警察男友麥可；《只此一生》安德莉亞·娜菲道則飾演貞的母親希歐瑪拉。3月13日，宣布《我的最終日》賈斯汀·巴爾多尼將主演站在人生十字路口的前花花公子拉斐爾，在他的精子遭誤植到其他女孩後，他被迫檢視自己的人生與一切。3月18日，宣布《錯位青春》伊凡·科爾將飾演貞60代的外婆，同時也是灌輸貞必須在婚前保有貞節的人，但她亦有隱藏一生的秘密。
2014年3月28日，宣布《熟女鎮》萊恩·戴福林將飾演貞男友的哥哥安德雷（後更名為比利），其是個麻煩製造者兼擁有許多秘密的人。8月8日，宣布《妙警賊探》的布麗奇特·里根將出演前律師蘿絲，而《小律師大作為》雅姿·塔斯費則將飾演麥可的搭檔娜汀警探。8月10日，TVLine公布《飛越情海》、《醫緣》中的邁克爾·拉代將加入劇組並飾演拉斐爾的敵對拉克蘭。9月4日，宣布葛萊美獎得主璜斯將客串飾演音樂製作人。隔日，宣布《美少女的謊言》布萊恩·戴爾將飾演貞的同事兼同志好友。9月29日，宣布蒂娜·卡西亞尼將飾演肥皂劇女星梅莉莎·迪·拉·維加，同時也為羅赫里歐的前妻兼經紀人。10月6日，宣布墨西哥女歌星寶琳娜·魯維奧將客串本劇。10月29日，宣布《實習醫生成長記》茱蒂·雷耶斯將飾演羅赫里歐主演的肥皂劇《桑托斯激情》之主編劇迪娜。11月21日，宣布墨西哥裔美國喜劇演員切奇·馬林將客串本劇，並將與艾兒芭發展感情線。
2015年1月7日，宣布《荒野女醫情》珍·西摩兒將客串本劇。1月9日，宣布西班牙歌手大衛·比茲伯將客串本劇。1月28日，宣布電影《西城故事》奧斯卡得主麗塔·莫瑞諾將客串飾演羅赫里歐的母親、貞的奶奶。2月9日，宣布電影《我的希臘婚禮》妮雅·瓦達蘿絲飾演芭芭拉，其將會為關係走到十字路口的貞與拉斐爾產生關鍵的影響之角色。2月27日，宣布瑞秋·迪佩洛將飾演配角安蒂。

## 演員陣容

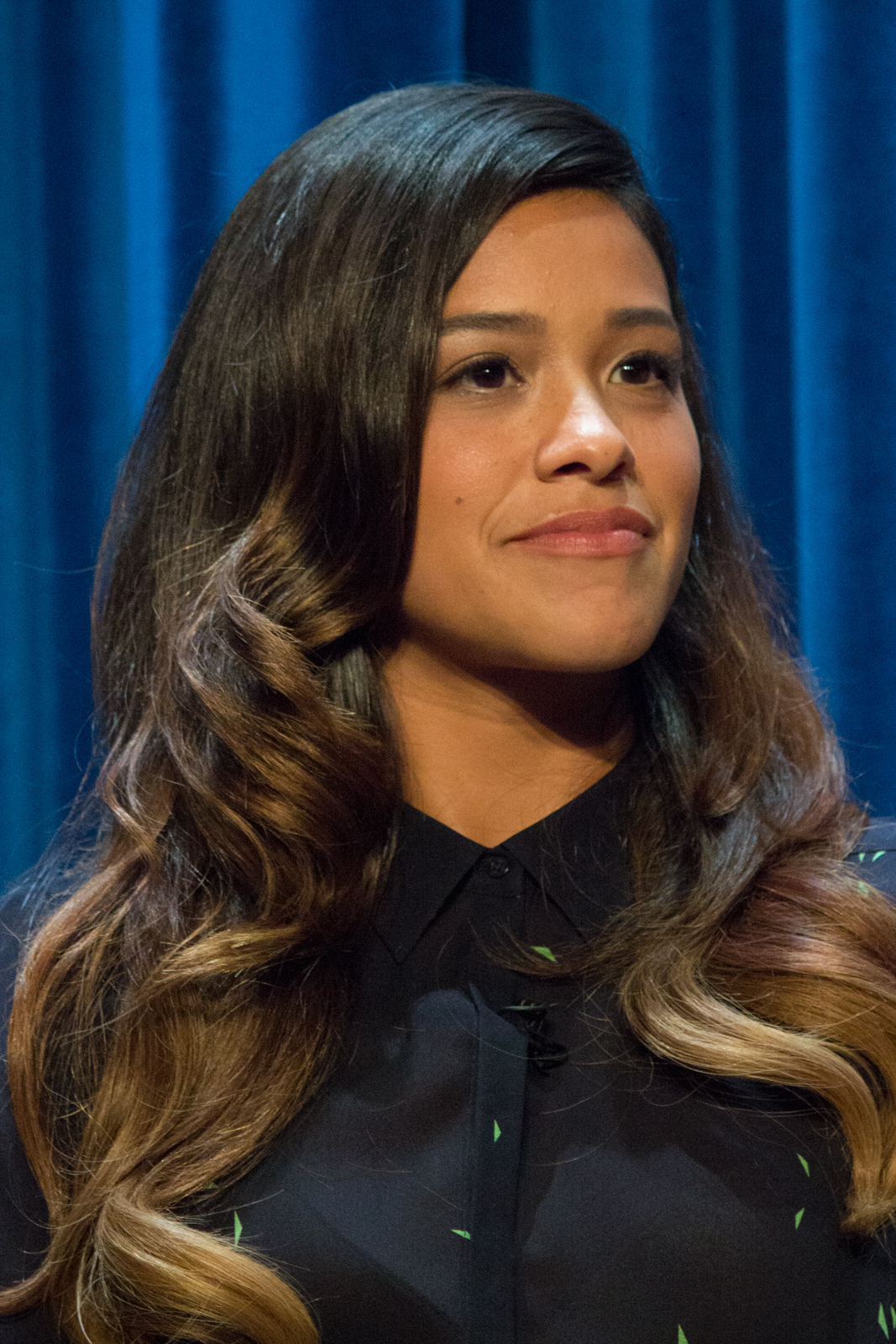
吉娜·羅德里奎飾演女主角貞·葛蘿莉安娜·維拉紐瓦

### 主要演員
- 吉娜·羅德里奎 飾演 貞·葛蘿莉安娜·維拉紐瓦
- 安德莉亞·娜菲道（英语：Andrea Navedo） 飾演 “希歐”瑪拉·葛蘿莉安娜·維拉紐瓦
- 雅兒·格洛布格拉斯（英语：Yael Grobglas） 飾演 姵特拉·索拉諾
- 賈斯汀·巴爾多尼 飾演 拉斐爾·索拉諾
- 伊凡·科爾（英语：Ivonne Coll） 飾演 艾兒芭·葛蘿莉安娜·維拉紐瓦
- 布雷特·迪爾 飾演 小麥可·科代洛
- 傑米·卡米爾（英语：Jaime Camil） 飾演 羅赫里歐·迪·拉·維加

### 常設演員
- 雅拉·馬丁內茲（英语：Yara Martinez） 飾演 露易莎·奧佛
- 布麗奇特·里根（英语：Bridget Regan） 飾演 希恩·“蘿絲”·羅斯托
- 邁克爾·拉代 飾演 拉克蘭·摩爾
- 珍·西摩兒 飾演 亞曼達·艾蓮
- 卡羅·羅塔（英语：Carlo Rota） 飾演 埃米里歐·索拉諾
- 茱蒂·雷耶斯（英语：Judy Reyes） 飾演 迪娜·米拉格羅
- 切奇·馬林 飾演 愛德華
- 萊恩·戴福林（英语：Ryan Devlin） 飾演 比利·科代洛
- 尼可拉斯·岡薩雷茲 飾演 馬可·埃斯奎法爾
- 雅姿·塔斯費（英语：Azie Tesfai） 飾演 娜汀·漢森
- 阿拉諾·邁爾（英语：Alano Miller） 飾演 洛曼·札佐／亞倫·札佐
- 黛安·格雷羅（英语：Diane Guerrero） 飾演 黎娜·桑提連
- 普西拉·巴恩斯（英语：Priscilla Barnes） 飾演 美格達
- 諾瑪·瑪多娜多（英语：Norma Maldonado） 飾演 導演
- 瑞秋·迪佩洛 飾演 安蒂
- 卡米兒·柯拉德 飾演 法蘭琪
- 衛斯·阿姆斯壯 飾演 史考特·阿楚雷特
- 布萊恩·戴爾 飾演 盧卡
- 凡妮莎·梅洛爾 飾演 瓦蕾莉亞·迪·拉·維加
- 芙朗妮卡·梅洛爾 飾演 薇多莉亞·迪·拉·維加
- 凱勒·沃瑟姆 飾演 埃斯特班·桑提亞哥
- 克里斯托福·科賓 飾演 伊凡
- 麥斯·博德·瑞尼爾 飾演 米洛許
- 奧利佛·費坤爾 飾演 理查·布萊克

### 客串演員
- 麗塔·莫瑞諾 飾演 莉莉安娜·迪·拉·維加
- 璜斯 飾演 艾略特·蘭塔納
- 寶琳娜·魯維奧 飾演 自己
- 妮雅·瓦達蘿絲 飾演 芭芭拉·斯坦布魯克
- 法比亞娜·尤汀尼歐（英语：Fabiana Udenio） 飾演 艾琳娜·迪·諾拉
- 凱瑟琳·約克（英语：Kathleen York） 飾演 安吉莉·哈珀

## 集數
| 總集數 | 集數 （季） | 標題                          | 導演            | 編劇                                     | 首播日期       | 美國收視人數 （百萬） |
| --- | ----------- | ----------------------------- | --------------- | ---------------------------------------- | -------------- | --------------------- |
| 1 | 1           | 第一章 Chapter One            | 布萊德·希伯林   | 珍妮·斯奈德·厄曼                         | 2014年10月13日 | 1.61                  |
| 貞的外婆艾兒芭自幼便告訴貞要守節操，並以白花被捏碎無法再復原為例比喻貞操。現今23歲的貞，有著論及婚嫁的警探男友麥可，同時貞仍保有貞潔之身。露易莎意外發現老婆外遇，因此在身心狀態極差的情況下，誤將要植入姵特拉子宮內的拉斐爾的精子誤植入到貞的子宮。貞發現自己因醫療疏失而懷孕後，她的人生計畫就此被打亂。麥可深覺無法扶養別人的孩子，因此要貞放棄小孩，而拉斐爾則對於世上將誕下他的孩子一事感到開心；至於拉斐爾的妻子姵特拉，則非常樂意迎接寶寶的到來，因為這可能是她挽救面臨危機的婚姻的唯一救命繩。姵特拉一直討好拉斐爾，但拉斐爾似乎仍無動於衷，另外，姵特拉與拉斐爾的好友札佐正秘密展開婚外情。貞的母親希歐瑪拉希望貞決定是否要生下小孩，因為希歐深知未婚媽媽的艱辛，同時也不希望貞步入自己的後塵，而艾兒芭則認為貞肚裡的孩子可能是天賜的禮物。 |             |                               |                 |                                          |                |                       |
| 2 | 2           | 第二章 Chapter Two            | 烏妲·布利斯維茲 | 珍妮·斯奈德·厄曼                         | 2014年10月20日 | 1.36                  |
| 拉斐爾決定與姵特拉離婚，然而姵特拉以貞不會讓孩子生長在不健全的家庭下為由威脅拉斐爾。艾兒芭希望貞把孩子留下，然而麥可與希歐瑪拉皆表示不贊同。蘿絲非常擔心遭到吊銷執照的露易莎，而兩人也因此舊情復燃。貞發現拉斐爾曾是個不折不扣的花花公子後，開始懷疑將孩子生下後送給拉斐爾與姵特拉扶養此決定是否是正確的。麥可正在追蹤毒梟的案子，因此正秘密監視札佐，結果，麥可發現了姵特拉的外遇對象竟是札佐。貞因為意外懷孕而感到煩惱，因此希歐瑪拉要貞起訴露易莎，同時，拉斐爾替露易莎做了擔保，因此倘若露易莎未出席法庭，拉斐爾的飯店股票將歸貞所有。希歐瑪拉非常猶豫是否該將貞的生父正是貞喜愛的肥皂劇演員羅赫里歐一事告訴貞，而羅赫里歐不斷的似圖接近貞。姵特拉為了討好埃米里歐而精心籌畫著派對，結果，札佐竟慘死在派對上。 |             |                               |                 |                                          |                |                       |
| 3 | 3           | 第三章 Chapter Three          | 布萊德·希伯林   | 梅洛迪絲·阿菲瑞爾                        | 2014年10月27日 | 1.09                  |
| 貞突然意識到既然自己已經懷孕了，不如就豁出去將第一次獻給麥可，對此，希歐瑪拉表示支持，然而艾兒芭還是堅決反對。姵特拉發現自己在與札佐偷情時，不小心將項鍊落在札佐的飯店房間，於是求助於麥可。麥可為了可以順利將貞肚裡的孩子送給拉斐爾與姵特拉，因此不願讓姵特拉外遇一事曝光，於是違反了規定，偷偷的將姵特拉的項鍊藏起來。希歐瑪拉認為還不是時候讓貞與羅赫里歐相認，因此再三警告羅赫里歐不得接近貞，然而羅赫里歐還是忍不住而到飯店見貞。貞欲與麥可發生關係時，貞忽然發現自己還是無法在婚前發生關係，同時她也發現自己開始在意拉斐爾。露易莎與蘿絲在飯店偷情時，意外發現了埃米里歐的身影，因此壓下了火警警報器，也因此貞與麥可並未發生關係。拉斐爾從姵特拉口中發現破綻，而猜測到札佐的女友正是姵特拉。貞希望對拉斐爾的感情只是懷孕激素影響，同時麥可表示願意等貞。 |             |                               |                 |                                          |                |                       |
| 4 | 4           | 第四章 Chapter Four           | 黛比·艾倫       | 珂琳·布林克哈夫                          | 2014年11月3日  | 1.01                  |
| 貞與家人還有麥可正籌備著婚禮，然而貞一直無法將拉斐爾從腦海中抹去，甚至還夢見自己與拉斐爾發生關係。貞不敢在牧師面前說謊，而將自己夢見拉斐爾的據實說出，這讓麥可難以接受。姵特拉成為殺害札佐的重大嫌疑人，而姵特拉要麥可想辦法讓自己不會被抓。拉斐爾與姵特拉在拉克蘭面前演了一場戲，好讓拉克蘭上鉤並擊敗拉克蘭，最後拉斐爾在計畫成功後說出了知道姵特拉外遇的事實，並欲結束兩人的關係。貞希望可以修補與麥可的關係，而麥可發現自己不能失去貞，於是他決定支持貞做的每個選擇，不管最後貞肚子的孩子是否會送給拉斐爾。伊凡威脅姵特拉給自己錢，否則就要說出姵特拉的秘密。希歐瑪拉在不得已的情況下，說出了羅赫里歐為貞的生父，而貞發現一直以來母親都欺騙了自己，因此決定離家出走，搬去與麥可同居。不僅是貞，連拉斐爾也夢見自己與貞發生關係。 |             |                               |                 |                                          |                |                       |
| 5 | 5           | 第五章 Chapter Five           | 艾德·奧尼拉斯   | 喬許·呂姆斯                              | 2014年11月10日 | 1.22                  |
| 貞仍然對於希歐瑪拉隱瞞生父一事感到埋怨，同時，貞決定與羅赫里歐見面，然而羅赫里歐顯然不是貞心目中最完美的父親。拉斐爾下定決心與姵特拉離婚，而美格達揍了姵特拉一拳後，要姵特拉陷害拉斐爾以拖延離婚事宜拿到更多贍養費。警方發現其中一名飯店員工頗有嫌疑時，該員工卻遭到了殺害，因此麥可深覺瑪貝拉飯店肯定暗藏了什麼秘密。比利出現在鎮上，並試圖從麥可身上挖到更多錢財，同時，比利與黎娜交往，這讓貞有些懷疑比利的意圖。貞在麥可家中發現了姵特拉與札佐偷情的照片，而意識到原來麥可早已知情卻未像告訴自己，貞對於麥可因不想留住小孩而隱瞞自己恐將孩子送到不健全的家庭成長一事深感憤怒。最後，貞發現自己可以傾訴的對象，就只有母親希歐瑪拉了。 |             |                               |                 |                                          |                |                       |
| 6 | 6           | 第六章 Chapter Six            | 珍·特納         | 保羅·修洛塔                              | 2014年11月17日 | 1.09                  |
| 麥可努力想挽回貞，但貞只要想起麥可之前所說的謊言，就讓貞非常在意，加上對拉斐爾的感覺，這讓貞卻步了。貞獲得天主教高中的教師實習，而羅赫里歐的兩個雙胞胎繼女想盡辦法惡整貞，這讓貞不得不向雙胞胎反擊。姵特拉舉報拉斐爾家暴自己，導致拉斐爾被拘留。拉斐爾找到證人證明自己並未對姵特拉施暴，這局面讓姵特拉趨於劣勢，而拉斐爾也趁機趕走了姵特拉與美格達。貞在多方考慮後，決定放開麥可的手，這讓麥可極度心碎，在麥可傷心之餘，麥可意外發現了毒梟的貨櫃。梅莉莎欲使希歐瑪拉的演唱不順遂，這讓希歐瑪拉極度不悅而與梅莉莎爭執，同時也拉了羅赫里歐下水，這時，希歐瑪拉才驚覺自己與羅赫里歐的關係恐影響到貞與羅赫里歐享受天倫的時間。伊凡來到飯店找姵特拉，情急之下，姵特拉拿了札佐的骨灰罈砸了伊凡，並與美格達綁架了伊凡。拉斐爾發現貞似乎有著心事，而貞告訴了拉斐爾與麥可分手的事實後，兩人在浪漫的氛圍下，吻了彼此。 |             |                               |                 |                                          |                |                       |
| 7 | 7           | 第七章 Chapter Seven          | 珍妮絲·庫克     | 大衛·S·羅森塔爾                          | 2014年11月24日 | 0.96                  |
| 在貞與拉斐爾接吻後，拉斐爾希望可以與貞有進一步的發展，但貞礙於剛與麥可分手而希望拉斐爾給自己一些時間。希歐瑪拉想起五年前拉斐爾吻了貞後，不聞不問的事情，而對貞與拉斐爾的戀情持反對意見。希歐瑪拉刻意疏遠羅赫里歐，同時希歐瑪拉跳舞教室的女學生介紹了其父親馬可給希歐瑪拉認識，這讓羅赫里歐非常嫉妒。姵特拉走投無路，於是求助於拉克蘭，姵特拉為得拉克蘭信任而要拉克蘭拍下兩人的性愛影片，同時，美格達希望姵特拉將伊凡除掉。麥可對大毒梟的調查有所進展，同時失意的麥可與娜汀發生了關係。麥可對於貞愛上拉斐爾一事感到失望，而貞雖欲與拉斐爾保持距離，但貞卻無法忽視對拉斐爾的情感。 |             |                               |                 |                                          |                |                       |
| 8 | 8           | 第八章 Chapter Eight          | 諾曼·巴克利     | 喬許·呂姆斯 卡洛琳娜·里維拉              | 2014年12月8日  | 1.22                  |
| 姵特拉與拉克蘭告訴埃米里歐拉斐爾替露易莎擔保的事後，埃米里歐開除了拉斐爾，因此拉斐爾不得不飛往墨西哥找尋失蹤的露易莎，以確保其會出席開庭。開庭當日露易莎終於現身，而此後雙方將進行一場艱難的訴訟，這讓貞開始省思打官司究竟值不值得。拉斐爾希望重回崗位，而埃米里歐要拉斐爾聽從拉克蘭與姵特拉的命令行事。拉斐爾意外得知貞是處女後，深感意外，這讓貞有些失望。麥可與娜汀發現毒梟運來的貨櫃內竟是一個“人”，於是兩人追蹤到了瑪貝拉飯店，卻發現那名男子入住後便憑空消失。露易莎決定正視自己的問題，並要蘿絲向眾人坦白兩人的關係，蘿絲為了守護婚姻，而決定騙眾人露易莎意淫自己，害得露易莎被關進精神病院。拉克蘭為得姵特拉的信任，而刻意在姵特拉面前刪除性愛影片，然實際上其早已有所備份。希歐瑪拉一直逃避與羅赫里歐之間有觸電的感覺，而為了不傷害馬可，希歐瑪拉決定與馬可分手。貞得知艾兒芭因非法移民的身分，而害怕家裡與法律扯上關係後，決定撤銷告訴，此時，拉斐爾告訴了貞自己以股票替露易莎做擔保一事，這讓貞想起艾兒芭所說願意放棄一切金錢名利與自己在一起的即是真愛的話。 |             |                               |                 |                                          |                |                       |
| 9 | 9           | 第九章 Chapter Nine           | 姿娜·富恩特斯   | 珂琳·布林克哈夫                          | 2014年12月15日 | 1.28                  |
| 在貞幼時，只要看見希歐瑪拉與艾兒芭爭執，貞便會暗中替母親寫道歉信給艾兒芭，好讓希歐瑪拉與艾兒芭和好。貞投稿到出版社的文章獲選刊登，這讓夢想成為作家的貞非常開心。因麥可與娜汀丟失了重要人物，娜汀決定上報，但麥可希望娜汀相信自己，同時麥可猜測拉斐爾即為大毒梟。姵特拉為了拿到更多贍養費，而決定與貞及拉斐爾搶肚裡的孩子，更利用了媒體來拉攏同情票。麥可為了證明拉斐爾為大毒梟，因此與比利交換條件，要比利替自己辦事。希歐瑪拉的歌唱夢不順，眼看希歐瑪拉即將放棄，羅赫里歐找來了寶琳娜·魯維奧來說服希歐瑪拉堅持下去。希歐瑪拉發現貞發佈的小說故事是以自己為雛形，而她看了貞形容自己後，有時傷心，但她更在意貞如何看待自己。貞、拉斐爾與麥可合作，要貞與姵特拉見面時佩戴監聽設備，欲試探姵特拉是否為毒梟的同謀，然而，拉斐爾發現了姵特拉的身分有異，因此請私家偵探調查姵特拉。比利偷了拉斐爾的錢包給麥可，而錢包內藏有保險櫃的鑰匙，於是麥可潛入拉斐爾的辦公室開啟保險箱，發現內有一次性手機及許多護照。姵特拉的本名是娜塔莉，而當初姵特拉的男友米洛許欲潑佩特拉鹽酸，卻誤潑到美格達，害的美格達不僅毀容還發生車禍，後來伊凡替姵特拉變換了身分。貞與拉斐爾得知真的姵特拉早已死去，因此揭發了姵特拉。麥可帶著搜索票來搜查拉斐爾的保險箱，卻發現一次性手機與護照都消失了，這讓麥可極度抓狂，正當麥可與娜汀想破頭為何男子會消失在房間時，親熱中的他們不小心開啟了浴缸下的洞口開關。在金鴿獎派對上喝醉酒的艾芭，為了找姵特拉算帳而來到姵特拉的房間，卻發現了姵特拉綁架了人的事實，正當艾兒芭欲逃離現場時，美格達從輪椅上站起，在樓梯間推了艾兒芭一把，使得艾兒芭陷入昏迷之中。 |             |                               |                 |                                          |                |                       |
| 10 | 10          | 第十章 Chapter Ten            | 艾洛蒂·基恩     | 梅洛迪絲·阿菲瑞爾 克里斯托佛·奧斯卡·佩亞 | 2015年1月19日  | 1.39                  |
| 貞對於艾兒芭陷入昏迷一事深感傷心，而貞決定念珠祈禱艾兒芭醒來，於是貞回到瑪貝拉飯店找尋艾兒芭的念珠。因颶風來襲，道路遭到封閉，貞因此困在飯店不得回到艾兒芭身邊。拉斐爾向埃米里歐索回工作職位，因此挨米里歐要拉斐爾裁掉15%的員工。走投無路的姵特拉簽了離婚協議書，但希望可以獲得一些贍養費，但拉斐爾有些不願意。麥可等人發現浴缸下通到一間手術室，並連接復甦房間，因此麥可咬定拉斐爾肯定與毒梟有關係，但拉斐爾表示自己是清白的。法蘭琪聽說飯店將展開裁員，因此黎娜等人要貞去向拉斐爾打探裁員名單上有誰。由於醫院查不到艾兒芭的入境資料，因此艾兒芭恐將被遣送回國，希歐瑪拉因此感到手足無措。貞發現法蘭琪在裁員名單上，因此法蘭琪要貞向拉斐爾求情，然而貞雖覺得不妥但還是拜託了拉斐爾，但拉斐爾還是束手無策，這讓法蘭琪與黎娜等人開始責難貞。貞與麥可困在電梯中，而麥可得知艾兒芭的事後，利用關係讓艾兒芭成為證人而不會被遣送，此事實僅希歐瑪拉察覺。伊凡從姵特拉的房間逃脫，這讓姵特拉害怕伊凡再度現身。蘿絲來到精神病院見露易莎，而蘿絲從露易莎娜獲得了埃米里歐的情報，另外，露易莎開始想念蘿絲而決心要離開精神病院。艾兒芭醒來發現希歐瑪拉向上帝祈禱，表示將不再恣意與男人發生關係，只要艾兒芭能夠醒來，於是艾兒芭繼續假裝昏迷，過後一會兒才裝作甦醒。麥可與娜汀發現飯店下的手術室是替客戶整容，正當兩人快追到重要嫌疑人時，整容的人早已從醫院離去。蘿絲向拉斐爾表示她懷疑埃米里歐即是大毒梟，而拉斐爾要蘿絲勿輕舉妄動，他會私下查明真相。 |             |                               |                 |                                          |                |                       |
| 11 | 11          | 第十一章 Chapter Eleven       | 喬安娜·克恩斯   | 葛蕾希·格拉斯邁爾                        | 2015年1月26日  | 1.55                  |
| 天主教高中決定提供貞一個正式教師職位，同時羅赫里歐邀貞來到自己的肥皂劇劇組擔任編劇助理，這讓貞開始猶豫究竟該選擇當老師還是完成作家夢想。希歐瑪拉為了遵守與上帝的約定，而克制自己不要與羅赫里歐有過多接觸，然而希歐瑪拉卻總是受到羅赫里歐的吸引。拉斐爾發現通往手術室的房間的浴缸非原建設公司建造，於是循線找到承包商，但承包商警告拉斐爾別再出現。麥可私下跟蹤拉斐爾，並偷偷記下承包商的電話紀錄，卻遭到承包商的擊傷。貞安排拉斐爾與家人吃飯，然而，希歐瑪拉與拉斐爾因金錢的問題而起了爭執，這讓貞非常生氣與難過。貞要羅赫里歐別叫編劇假裝喜歡自己的點子，因為貞需要知道自己究竟是否有成為作家的天賦。姵特拉非常害怕米洛許的出現，故投靠拉克蘭，但美格達卻不太信任拉克蘭。希歐瑪拉對麥可感到歉疚，因此無法在短期內對拉斐爾敞開心房。拉克蘭刻意趁姵特拉在洗澡時，將姵特拉與米洛許的信物－鬱金香置於廁所，這讓姵特拉非常惶恐。 |             |                               |                 |                                          |                |                       |
| 12 | 12          | 第十二章 Chapter Twelve       | 吉娜·拉馬爾     | 大衛·S·羅森塔爾                          | 2015年2月2日   | 1.24                  |
| 迪娜與羅赫里歐的助理尼可拉斯密謀要在劇中賜死羅赫里歐，因此刻意找貞來寫《桑托斯激情》的下集劇本，這讓貞非常興奮。貞與拉斐爾來到精神病院探視露易莎，而露易莎要貞替自己轉交一封給蘿絲的信。麥可因為娜汀的舉報遭到停職，但麥可不願就此停止調查。拉斐爾認為貞太相信人，因為世上不是所有人都值得信任。眾人知道羅赫里歐劇中角色將遭賜死後，羅赫里歐非常生氣又傷心。米洛許以飯店投資人的身分現身，這讓姵特拉極度驚訝，然而米洛許表示自己愛著姵特拉，並欲證明美格達欺騙了姵特拉。羅赫里歐經希歐瑪拉的安慰後，決定向前看，並要貞寫該集劇本，讓自己風光退場。麥可偽裝成病人到承包商聯絡的整形診所竊取資料，並將資料拿給娜汀，而警方認定埃米里歐即為大毒梟希恩·羅斯托。蘿絲非常害怕埃米里歐即為希恩·羅斯托，於是一直希望拉斐爾可以求助警方，就在此時，拉斐爾與蘿絲撞見埃米里歐與承包商見面。拉斐爾在貞的說服下，讀了露易莎欲給蘿絲的信，發現之前死去的男員工似乎為父親所殺。此時，埃米里歐與蘿絲表示要提前兩人出國的計畫，而蘿絲引誘埃米里歐到窪地後，按下按鈕灌入水泥，將埃米里歐掩埋，而真正的希恩·羅斯托其實是希恩·「蘿絲」托。 |             |                               |                 |                                          |                |                       |
| 13 | 13          | 第十三章 Chapter Thirteen     | 霍華·道區       | 喬許·呂姆斯                              | 2015年2月9日   | 1.34                  |
| 貞在做產檢時，得知肚理的孩子有潛在染色體異常，在掙扎許久後，貞決定放棄參加畢業典禮，選擇做羊水穿刺。麥可與娜汀得知埃米里歐背地裡有小三，因此訊問了小三，然而他們發現蘿絲向警方說了謊，這讓麥可恍然大悟，原來蘿絲就是希恩·羅斯托，正當警方欲抓回蘿絲時，蘿絲早已逃之夭夭。原本姵特拉將與拉克蘭一同離開邁阿密，然而拉克蘭坦白自己是利用了姵特拉以示復仇，自此姵特拉將流落街頭。米洛許利用家族資產成為了瑪貝拉飯店的股東，並欲奪回姵特拉的芳心。羅赫里歐得到了新肥皂劇的演出邀請，倘若羅赫里歐接下，將得離開邁阿密前往墨西哥拍攝，這讓羅赫里歐有些顧慮希歐瑪拉。警方雖然得知了希恩·羅斯托的真實身分，但娜汀發現在札佐死亡時，蘿絲與埃米里歐都有不在場證明，這讓麥可與娜汀對於真兇一頭霧水。 |             |                               |                 |                                          |                |                       |
| 14 | 14          | 第十四章 Chapter Fourteen     | 布萊德·希伯林   | 保羅·修洛塔                              | 2015年2月16日  | 1.31                  |
| 姵特拉成為了飯店合夥人，因此決定召開董事會，欲奪去經營人之位。貞聽見了拉斐爾在電話中的內容，而懷疑拉斐爾將埃米里歐藏了起來，此時，貞卻發現拉斐爾將「札佐」安置在飯店房間。麥可得知後前來查看，才得知其為羅曼的哥哥亞倫。拉斐爾對於貞不信任自己有點小失望，而貞也意識到兩人之間的了解太少。拉斐爾將露易莎從精神病院帶出後，露易莎發現了蘿絲留給自己的信，並找到了父親的屍體。貞發現希歐瑪拉與羅赫里歐隱瞞彼此的心意，於是要他們敞開心房談論關於羅赫里歐將離開的事，最後，羅赫里歐決定為了希歐瑪拉與貞留在邁阿密，在其他肥皂劇中擔任配角。拉斐爾在辦父親喪禮的同時，還得擔憂姵特拉的攻擊，於是希望露易莎將飯店股票過給自己，這讓露易莎誤會拉斐爾而深感失望。姵特拉趁露易莎傷心之時，安慰了露易莎，這讓露易莎改變心意將投票權給了姵特拉，而姵特拉也因此成為了瑪貝拉的經營人。拉斐爾在父親去世、飯店經營被奪取後，又得知露易莎貌似與蘿絲私奔而感到身心俱疲。最後，拉斐爾決定向貞提出同居的提議。 |             |                               |                 |                                          |                |                       |
| 15 | 15          | 第十五章 Chapter Fifteen      | 梅蘭妮·梅隆     | 艾美露·狄亞茲 大衛·S·羅森塔爾            | 2015年3月9日   | 1.26                  |
| 貞與拉斐爾得知羊水穿刺的結果，發現寶寶是健康的後，終於放下心中的大石。麥可告訴貞其喜愛的作家安吉莉·哈珀入住了瑪貝拉，這讓貞非常期待而決定參加其私人讀書會。拉斐爾在讀書會上向貞求婚，而貞顧慮到兩人認識才短短幾個月，因此表明需要一點時間考慮，另外希歐瑪拉對此持反對意見，而艾兒芭則表示贊成。姵特拉欲開除拉克蘭，但此舉恐危及飯店而作罷，另外，拉克蘭決定拉攏拉斐爾利用與姵特拉的性愛影片威脅姵特拉。希歐瑪拉發現自己的經期晚來，這讓她非常害怕，於是測試了羅赫里歐是否會要這個孩子，然而羅赫里歐的反應與希歐瑪拉的測試導致兩人大吵。貞測試了拉斐爾，這讓拉斐爾非常傷心，而貞雖感抱歉，但她深知她現在對未來充滿茫然，並未有結婚的打算。姵特拉釋出自己的性愛影片，好讓拉克蘭無法威脅自己，同時說服了拉斐爾與自己聯手讓拉克蘭自動辭職。貞鼓起勇氣將自己寫的小說給安吉莉閱覽，而麥可很替貞開心，然而貞與麥可有說有笑的畫面讓拉斐爾心中五味雜陳。 |             |                               |                 |                                          |                |                       |
| 16 | 16          | 第十六章 Chapter Sixteen      | 喬安娜·克恩斯   | 喬許·呂姆斯 卡洛琳娜·里維拉              | 2015年3月16日  | 1.10                  |
| 貞發現與拉斐爾之間出現了一道隱形的牆，而貞努力想要修補關係，但拉斐爾仍然很在意求婚失敗一事。希歐瑪拉決定與羅赫里歐同居，而艾兒芭認為兩人的感情終將失敗而極力反對，這讓希歐瑪拉與艾兒芭陷入冷戰。貞遇到了寫作瓶頸，於是參加了寫作討論會。羅赫里歐因為不會使用演戲道具，而遭到嘲笑，因此他決定跟隨麥可出勤好學習如何當警探，同時，麥可從羅赫里歐那得知貞拒絕了拉斐爾的求婚而感到驚訝。拉斐爾思考了與貞的關係後，詢問了姵特拉當初自己認識姵特拉五個月後便求婚是不是太快了，而姵特拉也認為確實太快，但姵特拉知道拉斐爾是多麼的迫切想要擁有一個家。這時拉斐爾才想通，因為幼時父母婚姻的不美滿，因此非常渴望自己可以擁有一個家，同時，姵特拉似乎發現自己對拉斐爾仍念念不忘。在貞的鼓勵下，拉斐爾決定搜尋母親的蹤跡。 |             |                               |                 |                                          |                |                       |
| 17 | 17          | 第十七章 Chapter Seventeen    | 烏妲·布利斯維茲 | 艾美·拉爾汀 潔西卡·歐圖爾                | 2015年4月6日   | 0.93                  |
| 貞非常擔心自己不會照顧孩子，因此去上了產前課程，然而希歐瑪拉認為貞太過在意一些照顧孩子的瑣事。希歐瑪拉期待著羅赫里歐可以說「我愛你」，但羅赫里歐卻未意識到，這讓希歐瑪拉有些賭氣。拉斐爾決定在飯店舉辦派對好彌補飯店赤字，而姵特拉雖覺不妥但卻勉強相信了拉斐爾。麥可與羅赫里歐成了摯友，這看在拉斐爾眼裡很不是滋味。貞與安蒂成了好友，同時安蒂知悉貞與麥可分手而決定挽回麥可，但貞並不知情。希歐瑪拉認為貞不聽信自己照顧孩子的經驗而對貞感到生氣與受傷，此時艾兒芭想起此事件也曾發生在自己與希歐瑪拉身上，於是艾兒芭決定原諒希歐瑪拉搬出去一事。經麥可的提點，羅赫里歐得知希歐瑪拉暗示自己什麼，同時，羅赫里歐表示他認為「愛」這句話很珍貴，並希望希歐瑪拉與其母親打好關係後才會對希歐瑪拉說出口。拉斐爾舉辦的派對因未獲政府許可，因此政府將吊銷飯店的販酒等執照，這讓拉斐爾非常頭痛。拉斐爾因為公務上的事情煩心，加上貞一直希望他可以陪自己走過懷孕過程，並親自了解、照顧小孩，還有麥可不斷出現在他們周圍，這些事讓拉斐爾喘不過氣而遷怒貞。事後拉斐爾向貞道歉，但拉斐爾似乎更重視公務，這讓貞意識到似乎只有愛是不夠的。姵特拉發現自己還愛著拉斐爾，因此找亞倫訴苦，結果她發現亞倫其實是羅曼的事實，並驚訝地告訴拉斐爾。 |             |                               |                 |                                          |                |                       |
| 18 | 18          | 第十八章 Chapter Eighteen     | 艾德華·奧尼拉斯 | 梅洛迪絲·阿菲瑞爾                        | 2015年4月13日  | 1.03                  |
| 貞發現拉斐爾不斷專注於工作，因此開始懷疑兩人是否有相同目標。羅赫里歐的母親莉莉安娜來到鎮上，而莉莉安娜仍句句諷刺希歐瑪拉。貞不小心惹到重發執照的女市議員艾莉莃絲·法爾科，因此貞放棄與家人的復活節聚餐，與拉斐爾參加了法爾科家族參加的教會聚餐。莉莉安娜誤以為希歐瑪拉並未將懷孕一事告訴羅赫里歐，讓羅赫里歐無法享天倫之樂，這讓希歐瑪拉對說謊的羅赫里歐感到生氣。姵特拉堅持亞倫是羅曼，因此連絡了麥可，將亞倫用過的杯子給了麥可去做DNA檢驗。貞從艾莉莃絲的婚姻問題上，發現自己與拉斐爾的問題，但貞一直說服自己不要想太多。同時，貞發現了安蒂為麥可的前女友，但貞並未向麥可確認。貞發現了愛德華是神父，然而艾兒芭在不知情的情況下約了愛德華，愛德華竟意外答應了艾兒芭的邀約。拉斐爾經私家偵探的調查知悉了母親的電子信箱後，寄信給了母親，後來拉斐爾的母親來到飯店見拉斐爾，得知母親外遇，並接受父親贍養費離去的拉斐爾，驚覺曾經錯怪父親忙於工作，但至少父親比母親關心自己。麥可確認了亞倫即羅曼，然而羅曼早已知道姵特拉知情並帶走了姵特拉。貞與拉斐爾一直在育兒的事情上拉扯，而拉斐爾發覺自己與貞的不同之處，他們的家庭是如此的不同，也許他們只要專注於育兒的事情上，於是決定與貞分手，這讓貞極度心碎。 |             |                               |                 |                                          |                |                       |
| 19 | 19          | 第十九章 Chapter Nineteen     | 羅伯特·盧卡提   | 艾美露·狄亞茲 大衛·S·羅森塔爾            | 2015年4月20日  | 1.05                  |
| 貞為了修補與拉斐爾的關係，決定拉著拉斐爾一起進行伴侶治療，而貞深信兩人之間的問題可以解決，但拉斐爾似乎不樂觀於此。姵特拉被羅曼擄走後，姵特拉利用機會用羅曼的電話向麥可求救，後被羅曼發現，於是姵特拉與羅曼展開追逐戰，最後，姵特拉不小心刺死了羅曼，而麥可營救了姵特拉並發現了關於希恩·羅斯托的USB。希歐瑪拉向羅赫里歐坦承自己在與莉莉安娜吵架當晚吻了馬可，這讓羅赫里歐極度生氣而與希歐瑪拉分手。麥可解開USB後，發現娜汀的名字竟出現在希恩·羅斯托的名單上，這讓他驚覺一直以來娜汀便一直阻撓並誤導自己，而娜汀表示因希恩·羅斯托威脅自己家人的安危，因此娜汀不得以替希恩·羅斯托工作，而麥可決定給娜汀2小時的逃跑時間。拉斐爾經過思考後，深覺現處低潮期的他不該拉貞下水，同時他決定以沉浸在與生下自己孩子的女人組成家庭的幻想中，也不如貞愛自己那樣愛貞的理由，再次向貞提出分手，而貞也決定方開拉斐爾的手。貞與安蒂的友情破裂，而麥可知悉貞與拉斐爾分手後，正式向安蒂提出分手。艾兒芭遇見了回到飯店找姵特拉的美格達，並告訴貞美格達正是推自己下樓的兇手。 |             |                               |                 |                                          |                |                       |
| 20 | 20          | 第二十章 Chapter Twenty       | 黛比·艾倫       | 珂琳·布林克哈夫 保羅·修洛塔              | 2015年4月27日  | 1.06                  |
| 貞欲報警讓美格達受到懲罰，但艾兒芭再度害怕非法移民一事曝光而要貞別有所行動。迪娜因《桑托斯激情》收視下滑而決定找回羅赫里歐。露易莎知悉飯店陷入危機，因此趕回邁阿密，並帶回新女友－摔角選手珠希·喬丹，同時表明自己並未與蘿絲私奔。拉斐爾與姵特拉的意見不合，於是決定迎合露易莎，但露易莎卻提出在飯店舉辦女子摔角比賽好吸引不同族群。貞與艾兒芭終將美格達的事情告訴了希歐瑪拉，而希歐瑪拉堅持要告美格達，同時將之前麥可阻止移民局將艾兒芭遣送的事告訴了貞，這讓貞非常感激。拉斐爾敞開心房與露易莎訴說著內心事，而露易莎要拉斐爾別因為飯店而放棄了貞。美格達刻意激怒貞，這讓貞非常生氣而求助拉斐爾，但姵特拉佈好局讓麥可無法定美格達的罪。希歐瑪拉不希望因與羅赫里歐之間的感情問題，影響了貞與羅赫里歐的父女關係，因此決定放下羅赫里歐。姵特拉得知貞與拉斐爾分手後，決定支持拉斐爾的提案，並按拉斐爾的要求讓美格達離開飯店做其他工作，並下定決心贏回拉斐爾的心。貞意識到單親母親的辛勞，並學習如何適應，同時，經歷這些風風雨雨後，她決定遠離瑪貝拉飯店，不願讓肚子裡孩子淌瑪貝拉的渾水，因此決定請律師打官司，贏得孩子的全權監護權。 |             |                               |                 |                                          |                |                       |
| 21 | 21          | 第二十一章 Chapter Twenty-One | 史都華·吉拉德   | 潔西卡·歐圖爾 艾美·拉爾汀                | 2015年5月4日   | 1.05                  |
| 貞在一年前開始籌畫高中同學會，並對自己畢業後的人生充滿自信，欲讓當年的死對頭好看，然而在貞懷孕後一切變調，這讓貞很擔心在同學會上會淪為眾人恥笑的那人。拉斐爾在想過與露易莎的談話後，他決心挽回貞，但拉斐爾還未說出口，貞便向拉斐爾表明自己想要擁有孩子的全權監護權，這讓拉斐爾很著急。麥可因調查希恩·羅斯托的案子有功而獲頒勳章，同時麥可邀請了貞一同參加頒獎典禮。希歐瑪拉與羅赫里歐正為羅赫里歐的演唱會排演時，在升降台上的羅赫里歐突然喊卡，並辯稱希歐瑪拉在勾引自己而要暫停排演，這讓希歐瑪拉非常無解。後來艾兒芭告訴了希歐瑪拉自己發現羅赫里歐有懼高症一事，因此希歐瑪拉騙眾人自己有懼高症，暫時替羅赫里歐擋下。貞發覺自己的計劃感不上變化，因此有些擔心自己的作家夢恐因孩子的出生而破碎，然而麥可卻鼓勵了貞，兩人在聊天許多後，彼此心中都有種回到過去兩人相愛時的同感。貞在產檢時得知孩子到來的日子將至，但距離產期還有3周，但醫生認為提前出生的機率不大，另外，貞表明她考慮過監護權的問題，但她仍無法接受美格達未受到懲罰，因此要拉斐爾利用姵特拉使美格達付出代價。於是拉斐爾來找姵特拉，告訴姵特拉貞無法原諒美格達，因此堅決不願對監護權一事妥協，同時很感謝姵特拉安慰自己。而後，姵特拉為了能回到拉斐爾身邊，而要美格達向警方自首。最後，麥可來到貞家慶祝事件完美落幕，同時，拉斐爾深怕孩子提前生產，而放棄出差，因此露易莎要拉斐爾打給貞並挽回貞，正當拉斐爾打給貞時，希歐瑪拉看著相處愉快的貞與麥可，於是暗自掛掉拉斐爾的電話，而貞不斷說服自己對麥可的感覺僅是友情。                                                                                          |             |                               |                 |                                          |                |                       |
| 22 | 22          | 第二十二章 Chapter Twenty-Two | 姿娜·富恩特斯   | 喬許·呂姆斯 珍妮·斯奈德·厄曼             | 2015年5月11日  | 1.24                  |
| 拉斐爾為了讓姵特拉同意賣掉馬拉凱集團，因此決定利用姵特拉愛著自己的感情，來說服姵特拉。貞產生假宮縮，而在醫院相遇的拉斐爾與麥可為了貞吵了起來，這讓貞非常頭痛。而後拉斐爾向貞道歉，並說出自己與貞分手的真正理由，這貞難以承受。隔日，麥可拿了音樂給貞，讓貞可在分娩時聽，同時他表明自認兩人近日的關係有所進展，而麥可希望貞可以好好思考其對自己的感情究竟是什麼。娜汀來到麥可家，希望可以用換取情報的方式來讓警方保護其家人，而麥可接受了提議並跟尋線索欲逮捕替蘿絲整形的醫師，然而他們卻發現整形醫師已遇害。貞在醫院即將臨盆，而正在拉斯維加斯準備演唱會的希歐瑪拉與羅赫里歐決定放棄演唱會，趕回邁阿密陪伴貞生產。娜汀得知整形醫師死後，深知沒有機會得到警方認可，因此從麥可家脫逃，而這一切都在麥可的計畫之中。貞堅信自己會生下女孩，並已取好名叫「妮娜·索拉諾·維拉紐瓦」，然而貞卻產下了一子，因此貞與拉斐爾決定將其命名為「馬特奧·葛蘿莉安娜·羅赫里歐·索拉諾·維拉紐瓦」。姵特拉得知拉斐爾的冷凍精子還有一罐，欲告訴拉斐爾時，聽見了拉斐爾與露易莎的對話而得知自己被拉斐爾利用，因此姵特拉暗中拿走了拉斐爾的冷凍精子。一名護士來到貞的病房，表示要帶馬特奧去進行聽力檢測，而後護士帶著馬特奧來到醫院門口，並將馬特奧交給了希恩·羅斯托。 |             |                               |                 |                                          |                |                       |

## 收視
| 總集數 | 集數 | 標題                         | 播出日期       | 收視／份額 （18–49歲） | 收視 （百萬） | DVR （18–49歲） | DVR收視 （百萬） | 加總 （18–49歲） | 總收視 （百萬） |
| ------ | ---- | ---------------------------- | -------------- | ---------------------- | ------------- | --------------- | ---------------- | ---------------- | --------------- |
| 1      | 1    | 第一章Chapter One            | 2014年10月13日 | 0.6/2                  | 1.61          | 0.2             | 0.60             | 0.8              | 2.20            |
| 2      | 2    | 第二章Chapter Two            | 2014年10月20日 | 0.5/1                  | 1.36          | 0.2             | 0.61             | 0.7              | 1.98            |
| 3      | 3    | 第三章Chapter Three          | 2014年10月27日 | 0.4/1                  | 1.09          | 0.3             | 0.64             | 0.7              | 1.73            |
| 4      | 4    | 第四章Chapter Four           | 2014年11月3日  | 0.4/2                  | 1.01          | TBD             | TBD              | TBD              | TBD             |
| 5      | 5    | 第五章Chapter Five           | 2014年11月10日 | 0.5/1                  | 1.22          | TBD             | TBD              | TBD              | TBD             |
| 6      | 6    | 第六章Chapter Six            | 2014年11月17日 | 0.4/1                  | 1.11          | 0.3             | TBD              | 0.7              | TBD             |
| 7      | 7    | 第七章Chapter Seven          | 2014年11月24日 | 0.4/1                  | 0.96          | TBD             | TBD              | TBD              | TBD             |
| 8      | 8    | 第八章Chapter Eight          | 2014年12月8日  | 0.5/1                  | 1.22          | 0.3             | TBD              | 0.8              | TBD             |
| 9      | 9    | 第九章Chapter Nine           | 2014年12月15日 | 0.5/2                  | 1.28          | 0.3             | 0.62             | 0.8              | 1.90            |
| 10     | 10   | 第十章Chapter Ten            | 2015年1月19日  | 0.5/1                  | 1.39          | 0.3             | TBD              | 0.8              | TBD             |
| 11     | 11   | 第十一章Chapter Eleven       | 2015年1月26日  | 0.6/2                  | 1.55          | TBD             | TBD              | TBD              | TBD             |
| 12     | 12   | 第十二章Chapter Twelve       | 2015年2月2日   | 0.5/1                  | 1.24          | TBD             | TBD              | TBD              | TBD             |
| 13     | 13   | 第十三章Chapter Thirteen     | 2015年2月9日   | 0.6/2                  | 1.34          | TBD             | TBD              | TBD              | TBD             |
| 14     | 14   | 第十四章Chapter Fourteen     | 2015年2月16日  | 0.6/2                  | 1.31          | TBD             | TBD              | TBD              | TBD             |
| 15     | 15   | 第十五章Chapter Fifteen      | 2015年3月9日   | 0.5/1                  | 1.26          | TBD             | TBD              | TBD              | TBD             |
| 16     | 16   | 第十六章Chapter Sixteen      | 2015年3月16日  | 0.5/1                  | 1.10          | 0.3             | TBD              | 0.8              | TBD             |
| 17     | 17   | 第十七章Chapter Seventeen    | 2015年4月6日   | 0.4/1                  | 0.93          | 0.3             | TBD              | 0.7              | TBD             |
| 18     | 18   | 第十八章Chapter Eighteen     | 2015年4月13日  | 0.4/1                  | 1.03          | TBD             | TBD              | TBD              | TBD             |
| 19     | 19   | 第十九章Chapter Nineteen     | 2015年4月20日  | 0.4/1                  | 1.05          | TBD             | TBD              | TBD              | TBD             |
| 20     | 20   | 第二十章Chapter Twenty       | 2015年4月27日  | 0.4/1                  | 1.06          | 0.3             | TBD              | 0.7              | TBD             |
| 21     | 21   | 第二十一章Chapter Twenty-One | 2015年5月4日   | 0.5/1                  | 1.05          | TBD             | TBD              | TBD              | TBD             |
| 22     | 22   | 第二十二章Chapter Twenty-Two | 2015年5月11日  | 0.5/1                  | 1.24          | TBD             | TBD              | TBD              | TBD             |
| 平均   | 平均 | 平均                         | 平均           | 0.5                    | 1.21          | 0.3             | 0.63             | 0.8              | 1.84            |

## 評價
《貞愛好孕到》首播後受到許多好評，女主角吉娜·羅德里奎的表現更是獲得一致好評。在爛番茄整合的評論中，本季獲得了“新鮮認證”的100%新鮮度、7.73/10分（50名評論家），評論家普遍共識：「精心多樣的劇情加上吉娜·羅德里奎傑出的演出，無疑成為本劇不可或缺的魅力。」在Metacritic整合的評論中，本季獲得80分（滿分100分；23名評論家），屬普遍的好評。
評論家前十大電視節目排名
- No. 10　波士頓環球報（莎拉·羅德曼）
- No. 7　拉斯維加斯周刊（英语：Las Vegas Weekly）
- No. 8　蘇城雜誌（英语：Sioux City Journal）
- No. 3　鹽湖城論壇報（英语：The Salt Lake Tribune）
- No. 3　電視指南（馬特·拉許）
- No. 6　TV.com（凱特琳·湯瑪斯）
- –　美國電影學會
- –　美聯社
- –　芝加哥讀者（英语：Chicago Reader）
- –　赫芬頓郵報
- –　洛杉磯時報
- –　費城每日新聞（英语：Philadelphia Daily News）
- –　ScreenCrush（英语：Townsquare Media）

## 獎項
| 年度 | 大獎                         | 獎項                           | 入圍者                           | 結果 |
| ---- | ---------------------------- | ------------------------------ | -------------------------------- | ---- |
| 2014 | 美國電影學會獎               | 年度電視節目獎                 | 年度電視節目獎                   | 獲獎 |
| 2014 | 道林獎                       | 年度Campy電視節目獎            | 年度Campy電視節目獎              | 獲獎 |
| 2014 | 電視指南獎                   | 喜愛新節目獎                   | 喜愛新節目獎                     | 提名 |
| 2015 | 人民選擇獎                   | 最喜愛新電視喜劇獎             | 最喜愛新電視喜劇獎               | 獲獎 |
| 2015 | 金球獎                       | 最佳電視影集獎－音樂及喜劇類   | 最佳電視影集獎－音樂及喜劇類     | 提名 |
| 2015 | 金球獎                       | 最佳電視女演員獎－音樂及喜劇類 | 吉娜·羅德里奎                    | 獲獎 |
| 2015 | 皮博迪獎                     | 娛樂類                         | 娛樂類                           | 獲獎 |
| 2015 | 評論家選擇電視獎             | 最佳喜劇類影集獎               | 最佳喜劇類影集獎                 | 提名 |
| 2015 | 評論家選擇電視獎             | 喜劇類影集最佳女演員獎         | 吉娜·羅德里奎                    | 提名 |
| 2015 | 評論家選擇電視獎             | 喜劇類影集最佳男配角獎         | 傑米·卡米爾                      | 提名 |
| 2015 | 電視評論家協會獎             | 最佳新節目獎                   | 最佳新節目獎                     | 提名 |
| 2015 | 電視評論家協會獎             | 最佳喜劇類成就獎               | 最佳喜劇類成就獎                 | 提名 |
| 2015 | 電視評論家協會獎             | 喜劇類個人成就獎               | 吉娜·羅德里奎                    | 提名 |
| 2015 | 全國西班牙裔媒體聯盟影響力獎 | 電視影集最佳演出獎             | 吉娜·羅德里奎                    | 獲獎 |
| 2015 | 青少年選擇獎                 | 電視選擇獎：喜劇類男演員       | 傑米·卡米爾                      | 提名 |
| 2015 | 青少年選擇獎                 | 電視選擇獎：喜劇類女演員       | 吉娜·羅德里奎                    | 提名 |
| 2015 | 青少年選擇獎                 | 電視選擇獎：表現突出節目       | 電視選擇獎：表現突出節目         | 提名 |
| 2015 | 青少年選擇獎                 | 電視選擇獎：表現突出明星       | 吉娜·羅德里奎                    | 提名 |
| 2015 | 青少年選擇獎                 | 電視選擇獎：接吻場景           | 吉娜·羅德里奎＆賈斯汀·巴爾多尼   | 提名 |
| 2015 | 形象獎                       | 最佳黃金時段電視節目獎－喜劇類 | 最佳黃金時段電視節目獎－喜劇類   | 獲獎 |
| 2015 | 形象獎                       | 最佳女演員獎－電視類           | 吉娜·羅德里奎                    | 獲獎 |
| 2015 | 形象獎                       | 最佳男配角獎－電視類           | 賈斯汀·巴爾多尼                  | 提名 |
| 2015 | 形象獎                       | 最佳男配角獎－電視類           | 傑米·卡米爾                      | 提名 |
| 2015 | 形象獎                       | 最佳女配角獎－電視類           | 伊凡·科爾                        | 提名 |
| 2015 | 形象獎                       | 最佳女配角獎－電視類           | 安德莉亞·娜菲道                  | 獲獎 |
| 2015 | EWwy Award                   | 最佳喜劇類影集獎               | 最佳喜劇類影集獎                 | 獲獎 |
| 2015 | EWwy Award                   | 喜劇類影集最佳女演員獎         | 吉娜·羅德里奎                    | 獲獎 |
| 2015 | EWwy Award                   | 喜劇類影集最佳男配角獎         | 傑米·卡米爾                      | 提名 |
| 2015 | Gold Derby電視獎             | 最佳喜劇類影集獎               | 最佳喜劇類影集獎                 | 提名 |
| 2015 | Gold Derby電視獎             | 最佳喜劇類影集女演員獎         | 吉娜·羅德里奎                    | 提名 |
| 2015 | Gold Derby電視獎             | 年度表現突出獎                 | 吉娜·羅德里奎                    | 獲獎 |
| 2015 | 在線電影與電視協會獎         | 喜劇類影集最佳女演員獎         | 吉娜·羅德里奎                    | 提名 |
| 2015 | 在線電影與電視協會獎         | 喜劇類影集最佳客串女演員獎     | 麗塔·莫瑞諾                      | 獲獎 |
| 2015 | 首爾國際電視節               | 迷你劇作品賞                   | 迷你劇作品賞                     | 提名 |
| 2015 | 首爾國際電視節               | 導演賞                         | 布萊德·希伯林                    | 獲獎 |
| 2015 | 首爾國際電視節               | 女子演員賞                     | 吉娜·羅德里奎                    | 提名 |
| 2015 | 黃金時段艾美獎               | 最佳旁白獎                     | 安東尼·曼德茲                    | 提名 |
| 2015 | 聲音藝術獎                   | 最佳旁白獎－電視及電影最佳配音 | 安東尼·曼德茲                    | 獲獎 |
| 2015 | 哥譚獨立電影獎               | 突破劇集獎－長篇               | 突破劇集獎－長篇                 | 提名 |
| 2015 | 美國公關協會獎               | 麥克斯·韋溫伯格獎－電視類      | 雅碧·肯吉安                      | 獲獎 |
| 2015 | 拉丁演員拉美組織獎           | 突破演出獎                     | 安德莉亞·娜菲道                  | 獲獎 |
| 2015 | 女性力量獎                   | 媒體楷模獎                     | 吉娜·羅德里奎                    | 獲獎 |
| 2015 | 女性力量獎                   | 媒體楷模獎                     | 安德莉亞·娜菲道                  | 獲獎 |
| 2015 | 女性力量獎                   | 媒體楷模獎                     | 伊凡·科爾                        | 獲獎 |
| 2016 | 女性形象網路獎               | 最佳喜劇類影集獎               | 最佳喜劇類影集獎                 | 提名 |
| 2016 | 女性形象網路獎               | 最佳喜劇類影集女演員獎         | 吉娜·羅德里奎                    | 提名 |
| 2016 | 女性形象網路獎               | 最佳電視女性編劇獎             | 珍妮·斯奈德·厄曼（集數：第一章） | 提名 |

## 外部連結
- 官方网站（英文）
- 《《處女情緣》》各集列表 来自互联网电影数据库